# Селенид палладия
Селенид палладия — бинарное неорганическое соединение
палладия и селена
с формулой PdSe,
тёмно-серые кристаллы,
не растворяется в воде.

## Получение
- Сплавление стехиометрических количеств чистых веществ:

{\displaystyle {\mathsf {Pd+Se\ {\xrightarrow {620^{o}C}}\ PdSe}}}

## Физические свойства
Селенид палладия образует серо-голубые кристаллы
ромбической сингонии,
пространственная группа P 42/m,
параметры ячейки a = 0,673 нм, c = 0,691 нм, Z = 8
.
При температуре 153 К образует кристаллы
пространственная группа P 42/mbc,
параметры ячейки a = 1,15646 нм, c = 0,69978 нм, Z = 24
.
Не растворяется в воде.